# Pasteosia orientalis
Pasteosia orientalis är en fjärilsart som beskrevs av George Francis Hampson 1909. Pasteosia orientalis ingår i släktet Pasteosia och familjen björnspinnare. Inga underarter finns listade i Catalogue of Life.